# Nederlandse zeeslepers in de Tweede Wereldoorlog
Een deel van de Nederlandse Zeeslepers heeft in de Tweede Wereldoorlog in opdracht van de Nederlandse regering in ballingschap aan geallieerde zijde deelgenomen aan de oorlog ter zee.

## Voorgeschiedenis

### Neutraal
Tot mei 1940 was Nederland neutraal in het oorlogvoerende Europa. Eind augustus 1939 werden achttien sleepboten door de Marine gevorderd om als ‘bewakings-vaartuig’ ingezet te worden. Ze begeleidden Duitse schepen door Nederlandse wateren en hadden taken als patrouilleschip. De Zwarte Zee kreeg paravanen om mijnen op te sporen.
De Nederlandse schepen werden na het uitbreken van de Tweede Wereldoorlog, september 1939, voorzien van duidelijke neutraliteits-kenmerken.

### Mei 1940
Bij de Duitse inval in Nederland in mei 1940 vielen sommige zeesleepboten in Duitse handen. Andere ontkwamen, soms met een oorlogsschip dat op de helling lag in het kielzog, zoals de Schelde, of de Amsterdam. Enkele schepen gingen verloren bij oorlogshandelingen zoals de Noordzee. In de haven van IJmuiden en bij Ameland liet  men sleepboten, zoals de Oceaan, zinken om havens of vaarwegen te blokkeren. Sommige zeesleepboten, zoals de Javazee, die op stapel lag, werden gesaboteerd om inbeslagname te voorkomen. "Holland" van Doeksen uit Terschelling werd door de bezetter overgenomen en werd bewapend. Dertien zeesleepboten wisten naar Engeland te ontkomen. Enkelen van hen waren al buitengaats, zoals de Hudson en de Thames.

## In geallieerde dienst
In Engeland kwamen deze zeeslepers in dienst van de Britse Admirality, als bergingsvaartuig, als transportschip of als communicatievaartuig. De opvarenden bevonden zich plotseling in gevaarlijke militaire operaties zonder dat ze over veel bescherming beschikten. Weigering zou de zeelieden echter als desertie zijn aangerekend. Aanvankelijk hadden de mannen geen contact met hun familie. Later verbeterde de rechtspositie van de bemanningen en kwam er via het Rode Kruis soms bericht van thuis. 
De sleepboten deden zwaar bergingswerk en voerden reddingsacties uit bij het begeleiden van konvooien van vrachtschepen tussen Amerika en Engeland. Tot midden 1943 leidde de door de Duitsers begonnen Slag om de Atlantische Oceaan tot verlies van veel geallieerde schepen.

### Invasie Normandië

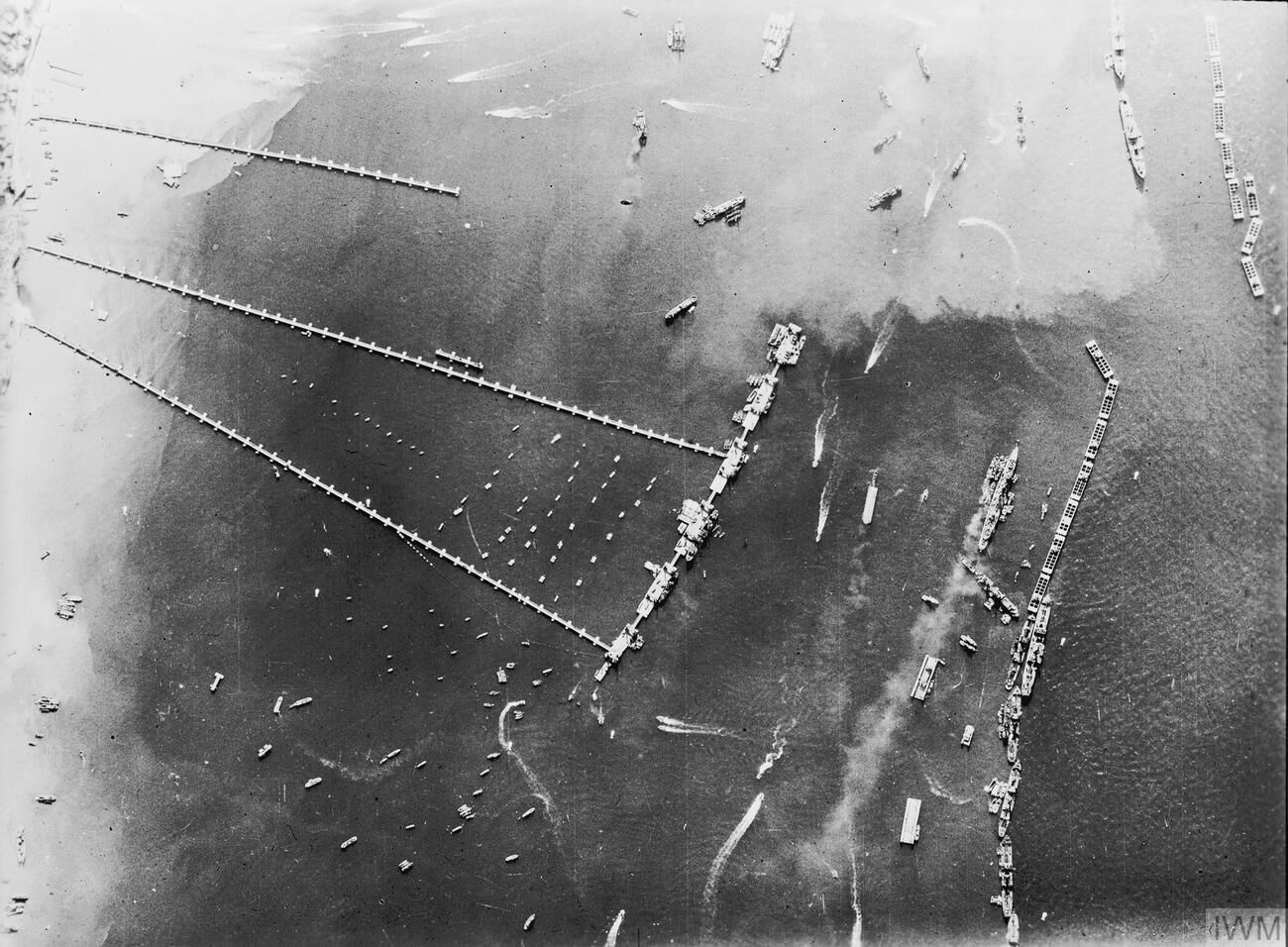
Kunstmatige haven

Twaalf zeesleepboten onder Nederlandse vlag namen deel aan Operatie Overlord, de invasie in Normandië in 1944. De slepers hielpen in het kader van Operatie Pluto bij het leggen van lange pijpleidingen door Het Kanaal voor brandstof ten behoeve van de invasietroepen. Ook sleepten ze  betonnen caissons voor de aanleg van de kunstmatige Mulberryhavens naar de Franse kust. De Roode Zee werd tijdens de operatie getroffen door een Duitse torpedo en ging met de gehele bemanning ten onder.

## Thuiskomst
Na de bevrijding was de vreugde voor veel opvarenden van korte duur. Ze waren vervreemd van hun familie en er was maar weinig belangstelling voor hun verhaal. Sommigen bleken zelfs uitgeschreven te zijn uit het bevolkingsregister. Velen van hen monsterden dan ook alweer snel aan en voeren weer uit.